# Louis Kniffler
Louis Kniffler, Taufname Franz Ludwig Albert Kniffler (* 14. Januar 1827 in Wetzlar; † 20. März 1888 in Düsseldorf), war ein deutscher Kaufmann und Unternehmer im Japan der späten Edo-Zeit und in Düsseldorf. Von 1861 bis 1865 amtierte er als preußischer Vizekonsul in Nagasaki und war damit der erste Konsularbeamte des Königreichs Preußen in Japan. Er gilt als ein Pionier deutsch-japanischer Beziehungen.

## Leben

Dejima bei Nagasaki in Japan, um 1864, Fotografie von Felice Beato mit Abbildung der Gebäudezeile am Ufer, in der Louis Kiffler in seinem Wohn- und Geschäftshaus mit seinem 1859 gegründeten Handelshaus L. Kniffler & Co. den deutsch-japanischen Handel begonnen hatte (Bildmitte)

Kniffler wurde als drittes Kind des Steuerinspektors Franz Tillmann Kniffler und seiner Ehefrau Maria, geb. Stein, in Wetzlar, damals Teil der preußischen Rheinprovinz, geboren. In  Düsseldorf, wohin die Familie anderthalb Jahre nach seiner Geburt gezogen war, bewohnten die Knifflers das Haus Flinger Steinweg 212 (heute Schadowstraße 75). 1850 ging Kniffler nach Hamburg, um für die Firma Bollenhagen & Co. zu arbeiten. Dieses Unternehmen unterhielt Geschäftsbeziehungen zu der ebenfalls deutschen Firma Pandel & Stiehaus in Batavia, Niederländisch-Indien. 1853 wechselte Kniffler zu Pandel & Stiehaus nach Batavia, 1857 wurde er deren Teilhaber.
1859, in der Zeit der Öffnung Japans, die 1853 durch die sogenannten Schwarzen Schiffe des US-Marineoffiziers Matthew Calbraith Perry erzwungen und 1854 mit dem Vertrag von Kanagawa förmlich eingeleitet worden war, zog Kniffler mit seinem Mitarbeiter Martin Gildemeister (1836–1918) nach Japan, nachdem er bei einem Geschäft in seiner alten Firma einen beträchtlichen Verlust erlitten hatte. Am 1. Juli 1859 gründete er auf der Insel Dejima vor Nagasaki unter niederländischem Protektorat das japanische Handelsunternehmen L. Kniffler & Co., das erste von einem Deutschen gegründete Unternehmen in Japan. Mit Niederlassungen in London, Amsterdam, Nagasaki, Yokohama, Hakodate und Kōbe sowie Vertragsagenturen in Osaka und Niigata etablierte es sich bald als das erfolgreichste deutsche Handelshaus in diesem Land. Das weltweit operierende Unternehmen war zeitweise so erfolgreich, dass berichtet wurde, 50 Prozent der Tonnage der 1865 in Yokohama ankommenden Schiffe wären für L. Kniffler & Co. bestimmt gewesen. Über seinen Bruder Karl in Krefeld pflegte Kniffler intensive Wirtschaftskontakte zur aufstrebenden Industrie an Rhein und Ruhr und half ihr, Waren auf dem japanischen Markt abzusetzen.
Als erster deutscher Kaufmann in den für Ausländer freigegebenen Bezirken Japans und damit als ein Pionier deutsch-japanischer Handelsbeziehungen wirkte Kniffler bei der preußischen Regierung in Berlin darauf hin, einen preußisch-japanischen Handelsvertrag abzuschließen, um die rechtliche Situation preußischer Unternehmen in dem damals noch weitgehend abgeschotteten Land zu verbessern. Im Verlauf der preußischen Ostasienexpedition (1859–1862) wurde ein preußisch-japanischer Handels- und Schifffahrtsvertrag am 24. Januar 1861 unterzeichnet. Im gleichen Jahr wurde Kniffler preußischer Vizekonsul in Nagasaki und damit erster ständiger diplomatischer Vertreter eines deutschen Staates in Japan. Bereits 1860 hatten sich 14 Hamburger Kaufleute vergeblich dafür eingesetzt, Kniffler zum hamburgischen Konsul in Japan zu ernennen. Bis zu seiner Abreise aus Japan zum Jahreswechsel 1865/1866 blieb er der einzige Konsularbeamte Preußens in Japan.
Nachdem er seinem Mitarbeiter Gustav Reddelien die Prokura für sein japanisches Handelsunternehmen erteilt hatte, ließ er sich im Frühjahr 1866 in der Düsseldorfer Goltsteinstraße 17 nieder, um von dort aus die Geschäfte seiner Firma zu koordinieren. Am 24. September 1866 heiratete er Hedwig Pfeffer, die 19-jährige Tochter des Arztes Adolf Pfeffer. Das Ehepaar hatte einen Sohn, Louis Kniffler (1868–1911). Hedwig Kniffler und ihr Sohn lebten nach dem Tode von Louis Kniffler als Gutsbesitzer in Fischbachau (Bayern). 1880 schied Louis Kniffler aus dem aktiven Geschäftsleben aus. Sein Handelshaus wurde unter dem Namen Carl Illies & Co. von Carl Illies senior weitergeführt, 1884 in dem Haus Ratinger Straße 49, ab 1885 in dem Haus Goltsteinstraße 15. Illies hatte bereits 1868 die Prokura des Handelshauses L. Kniffler & Co. erhalten. 1873 war er dessen Teilhaber geworden. 1888, nach dem Tode Knifflers, wurde das Unternehmen nach Hamburg, das die Führung im deutschen Japanhandel übernommen hatte, verlagert. 1893 schied auch Knifflers Witwe Hedwig aus dem Unternehmen aus.

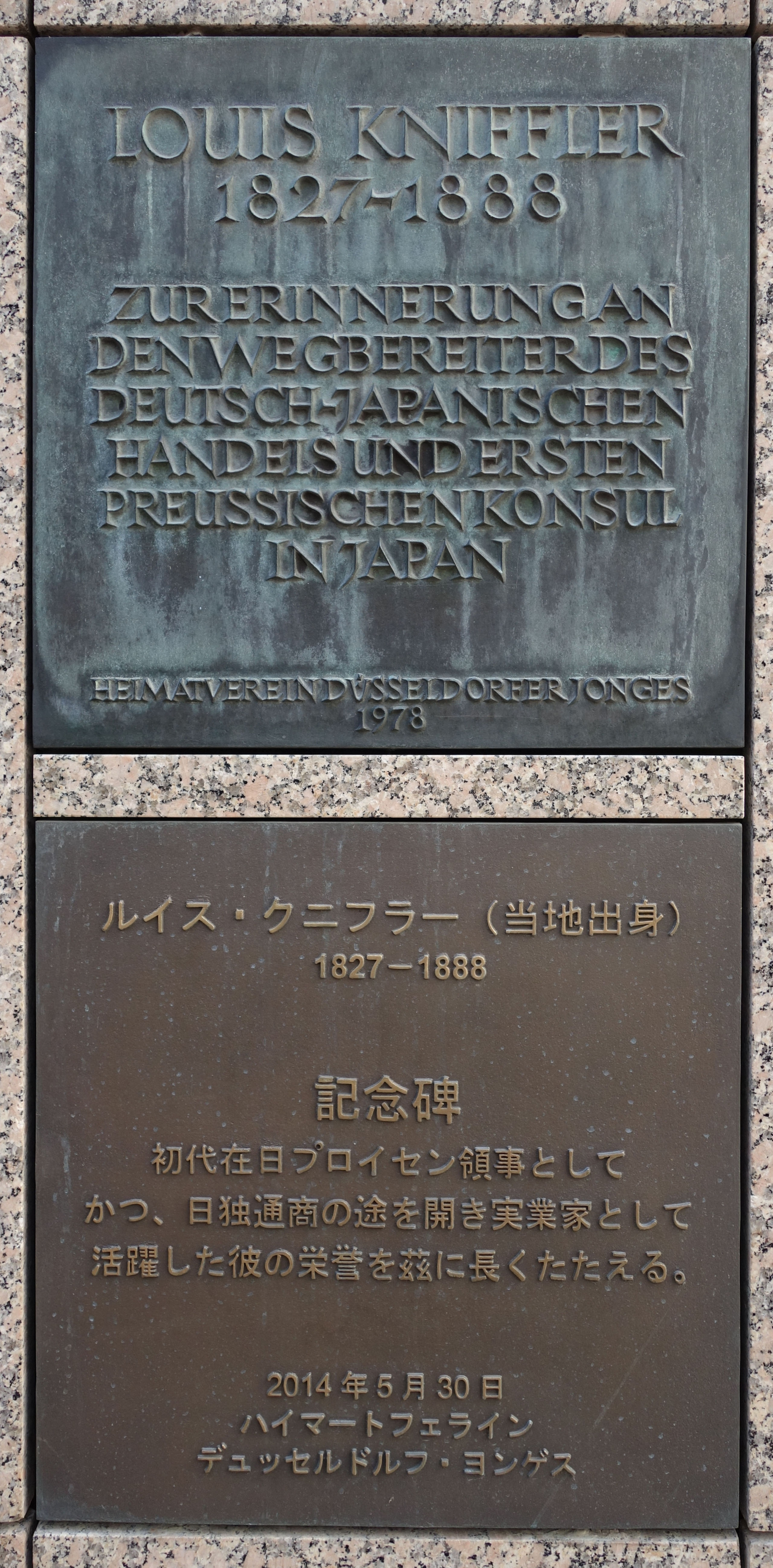
Gedenkplatten am Deutsch-Japanischen Center in Düsseldorf

Von dem japanischen Botschafter Takeshi Nakane wurde bei einem Festakt am 30. Mai 2014 in der Plaza des Deutsch-Japanischen Centers an der Immermannstraße in der Stadtmitte Düsseldorfs, dem Zentrum der dortigen „Japantown“, unter einer bereits 1978 angebrachten Bronzeplatte eine weitere Gedenkplatte in japanischer Schrift enthüllt, um Louis Knifflers Bedeutung für den deutsch-japanischen Handel zu würdigen. Eine weitere Gedenkplatte wurde als Bodenplatte in den Bürgersteig vor seinem ehemaligen Wohnhaus an der Goltsteinstraße 15 eingelassen.